# Caulocera xantholopha
Caulocera xantholopha är en fjärilsart som beskrevs av George Francis Hampson 1900. Caulocera xantholopha ingår i släktet Caulocera och familjen björnspinnare. Inga underarter finns listade i Catalogue of Life.